# Ariel Ávila
Ariel Fernando Ávila Martínez (San Bernardo, Cundinamarca, 5 de junio de 1983) es un politólogo, y analista político colombiano. Fue subdirector de la fundación Paz y Reconciliación y asesor de entidades públicas como la Secretaría de Educación de Bogotá durante la alcaldía de Gustavo Petro. Fue elegido senador por el Partido Alianza Verde en la Coalición Centro Esperanza para el periodo 2022-2026.

## Biografía
Ariel Ávila nació en San Bernardo, Cundinamarca. Estudió Ciencia Política en la Universidad Nacional de Colombia.  
Desde hace varios años se ha desempeñado como investigador, activista político y columnista de importantes medios tanto nacionales como internacionales, dentro de los que se encuentran Canal Capital, la Revista Semana, el diario El Espectador y el periódico El País de España.[cita requerida]
Ha sido profesor universitario de la Universidad Externado de Colombia y subdirector de la Fundación Paz y Reconciliación. Fue coordinador del Observatorio de Conflicto Armado de la Corporación Nuevo Arco Iris, consultor de diferentes instituciones nacionales e internacionales.[cita requerida]
Salió del país por amenazas, durante el segundo gobierno de Álvaro Uribe.
Cuenta con más de treinta publicaciones, producto de investigaciones en temas de conflictos armados internos y de baja intensidad, así como en seguridad urbana. Fue columnista de la revista semana y actualmente del periódico El País de España.
En octubre de 2021, anunció su candidatura al Senado de la República para el periodo 2022-2026 por la Alianza Verde.

## Obras
- Los mercados de la criminalidad urbana en Bogotá (2011)

- Democracia en Venta (2013)
- Violencia urbana – Radiografía de una región y los Retos del Postconflicto (2014)
- Detrás de la guerra en Colombia (2019)
- ¿Por qué los matan? (2020)
- El mapa criminal en Colombia (2022)